# Giro di Toscana
Giro di Toscana − jednodniowy wyścig kolarski, organizowany co roku w Toskanii, we Włoszech. Od 2005 roku zaliczany jest do cyklu UCI Europe Tour, w którym posiada kategorię 1.1.
Wyścig startuje regularnie od 1923 roku. Nie był rozgrywany w 1931, 1996 i 2015 roku oraz w latach 1944-45, co spowodowane było działaniami wojennymi. W 1933 był zarezerwowany tylko dla amatorów.
Najwięcej triumfów na swoim koncie ma Gino Bartali - aż 5 zwycięstw.

## Lista zwycięzców
Opracowano na podstawie:
| Rok  | Pierwsze                 | Drugie                   | Trzecie                  |
| ---- | ------------------------ | ------------------------ | ------------------------ |
| 1923 | Costante Girardengo      | Federico Gay             | Giovanni Brunero         |
| 1924 | Costante Girardengo      | Pietro Linari            | Michele Gordini          |
| 1925 | Nello Ciaccheri          | Marco Giuntelli          | Giovanni Del Taglio      |
| 1926 | Alfredo Binda            | Costante Girardengo      | Domenico Piemontesi      |
| 1927 | Alfredo Binda            | Domenico Piemontesi      | Giovanni Brunero         |
| 1928 | Alessandro Catalani      | Colombo Neri             | Mario Pomposi            |
| 1929 | Leonida Frascarelli      | Siro Magagnini           | Marco Giuntelli          |
| 1930 | Pio Caimmi               | Alfredo Binda            | Luigi Marchisio          |
| 1932 | Learco Guerra            | Luigi Giacobbe           | Alfredo Binda            |
| 1934 | Mario Cipriani           | Giuseppe Martano         | Adriano Vignoli          |
| 1935 | Mario Cipriani           | Giuseppe Martano         | Giuseppe Olmo            |
| 1936 | Giovanni Cazzulani       | Mario Cipriani           | Giovanni Gotti           |
| 1937 | Olimpio Bizzi            | Glauco Servadei          | Giovanni Valetti         |
| 1938 | Mario Vicini             | Learco Guerra            | Ruggero Balli            |
| 1939 | Gino Bartali             | Mario Vicini             | Olimpio Bizzi            |
| 1940 | Gino Bartali             | Mario Vicini             | Sebastiano Torchio       |
| 1941 | Fausto Coppi             | Gino Bartali             | Gino Fondi               |
| 1942 | Vito Ortelli             | Gino Bartali             | Glauco Servadei          |
| 1943 | Olimpio Bizzi            | Glauco Servadei          | Gino Bartali             |
| 1946 | Aldo Ronconi             | Gino Bartali             | Vito Ortelli             |
| 1947 | Bruno Pasquini           | Nedo Logli               | Alfredo Martini          |
| 1948 | Gino Bartali             | Luciano Maggini          | Sergio Maggini           |
| 1949 | Fiorenzo Magni           | Danilo Barozzi           | Leo Castellucci          |
| 1950 | Gino Bartali             | Primo Volpi              | Giulio Bresci            |
| 1951 | Loretto Petrucci         | Giuseppe Minardi         | Franco Giacchero         |
| 1952 | Rinaldo Moresco          | Franco Giacchero         | Angelo Conterno          |
| 1953 | Gino Bartali             | Elio Brasola             | Giovanni Pettinati       |
| 1954 | Fiorenzo Magni           | Armando Barducci         | Pasquale Fornara         |
| 1955 | Arigo Padovan            | Franco Aureggi           | Tranquillo Scudellaro    |
| 1956 | Nello Fabbri             | Cleto Maule              | Guido De Santi           |
| 1957 | Alfredo Sabbadin         | Emilio Bottecchia        | Giorgio Albani           |
| 1958 | Willy Vannitsen          | Guido Carlesi            | Giorgio Albani           |
| 1959 | Adriano Zamboni          | Angelo Conterno          | Guido Boni               |
| 1960 | Nino Defilippis          | Adriano Zamboni          | Guido Carlesi            |
| 1961 | Marino Fontana           | Adriano Zamboni          | Rino Benedetti           |
| 1962 | Guido Carlesi            | Diego Ronchini           | Dino Liviero             |
| 1963 | Vito Taccone             | Vittorio Adorni          | Imerio Massignan         |
| 1964 | Giorgio Zancanaro        | Roberto Poggiali         | Aldo Moser               |
| 1965 | Luciano Sambi            | Imerio Massignan         | Renzo Baldan             |
| 1966 | Rudi Altig               | Dino Zandegù             | Felice Gimondi           |
| 1967 | Franco Balmamion         | Michele Dancelli         | Vittorio Adorni          |
| 1968 | Franco Bitossi           | Adriano Durante          | Marino Basso             |
| 1969 | Giorgio Favaro           | Ernesto Jotti            | Attilio Rota             |
| 1970 | Gianfranco Bianchin      | Ernesto Jotti            | Romano Tumellero         |
| 1971 | Giancarlo Polidori       | Antoon Houbrechts        | Arturo Pecchielan        |
| 1972 | Josef Fuchs              | Georges Pintens          | Giuseppe Perletto        |
| 1973 | Roger De Vlaeminck       | Roberto Poggiali         | Fabrizio Fabbri          |
| 1974 | Francesco Moser          | Franco Bitossi           | Sigfrido Fontanelli      |
| 1975 | Tino Conti               | Franco Bitossi           | Roger De Vlaeminck       |
| 1976 | Francesco Moser          | Walter Riccomi           | Pierino Gavazzi          |
| 1977 | Francesco Moser          | Roger De Vlaeminck       | Alfio Vandi              |
| 1978 | Giuseppe Perletto        | Pierino Gavazzi          | Giuseppe Martinelli      |
| 1979 | Mario Noris              | Giuseppe Fatato          | Renato Laghi             |
| 1980 | Nazzareno Berto          | Giuseppe Saronni         | Pierino Gavazzi          |
| 1981 | Gianbattista Baronchelli | Pierino Gavazzi          | Francesco Moser          |
| 1982 | Francesco Moser          | Gianbattista Baronchelli | Alfio Vandi              |
| 1983 | Alfons De Wolf           | Massimo Ghirotto         | Riccardo Magrini         |
| 1984 | Gianbattista Baronchelli | Bruno Leali              | Giuliano Pavanello       |
| 1985 | Ezio Moroni              | Giovanni Mantovani       | Jens Veggerby            |
| 1986 | Claudio Corti            | Roberto Visentini        | Massimo Ghirotto         |
| 1987 | Renato Piccolo           | Claudio Chiappucci       | Roberto Pagnin           |
| 1988 | Ron Kiefel               | Silvano Contini          | Daniele Pizzol           |
| 1989 | Maurizio Fondriest       | Dmitrij Konyszew         | Gianbattista Baronchelli |
| 1990 | Marco Saligari           | Marco Lietti             | Roberto Pagnin           |
| 1991 | Massimiliano Lelli       | Leonardo Sierra          | Giorgio Furlan           |
| 1992 | Giorgio Furlan           | Leonardo Sierra          | Gianni Faresin           |
| 1993 | Massimiliano Lelli       | Leonardo Sierra          | Stefano Della Santa      |
| 1994 | Francesco Casagrande     | Pascal Richard           | Massimo Ghirotto         |
| 1995 | Massimo Podenzana        | Denis Zanette            | Alberto Elli             |
| 1997 | Sergio Barbero           | Michele Bartoli          | Władimir Pulnikow        |
| 1998 | Francesco Secchiari      | Stefano Faustini         | Massimo Donati           |
| 1999 | Luca Scinto              | Nicola Miceli            | Alessandro Spezialetti   |
| 2000 | Ruslan Ivanov            | Sergio Barbero           | Gianluca Bortolami       |
| 2001 | Gorazd Štangelj          | Pascal Hervé             | Pablo Lastras            |
| 2002 | Aleksandr Szefier        | Paolo Bettini            | Giuseppe Palumbo         |
| 2003 | Rinaldo Nocentini        | Massimo Giunti           | Tadej Valjavec           |
| 2004 | Matteo Tosatto           | Alberto Ongarato         | Dmitrij Konyszew         |
| 2005 | Daniele Bennati          | Mychajło Chaliłow        | Marco Velo               |
| 2006 | Przemysław Niemiec       | Giuliano Figueras        | Władimir Duma            |
| 2007 | Vincenzo Nibali          | Matteo Priamo            | Boris Szpilewskij        |
| 2008 | Mattia Gavazzi           | Francesco Chicchi        | Gabriele Balducci        |
| 2009 | Alessandro Petacchi      | Manuel Belletti          | Ruggero Marzoli          |
| 2010 | Daniele Bennati          | Marco Marcato            | Caleb Fairly             |
| 2011 | Daniel Martin            | Mauro Santambrogio       | Miguel Ángel Rubiano     |
| 2012 | Alessandro Ballan        | Carlos Betancur          | Valerio Agnoli           |
| 2013 | Mattia Gavazzi           | Iwan Rowny               | Taylor Phinney           |
| 2014 | Pieter Weening           | Jérôme Baugnies          | Roman Majkin             |
| 2016 | Daniele Bennati          | Sonny Colbrelli          | Giovanni Visconti        |
| 2017 | Guillaume Martin         | Giovanni Visconti        | Mattia Cattaneo          |
| 2018 | Gianni Moscon            | Romain Bardet            | Domenico Pozzovivo       |
| 2019 | Giovanni Visconti        | Egan Bernal              | Nikołaj Czerkasow        |
| 2020 | Fernando Gaviria         | Robert Stannard          | Ethan Hayter             |
| 2021 | Michael Valgren          | Alessandro De Marchi     | Diego Ulissi             |
| 2022 | Marc Hirschi             | Lorenzo Rota             | Daniel Felipe Martínez   |
| 2023 | Pawieł Siwakow           | Richard Carapaz          | Felix Großschartner      |
| 2024 | Clément Champoussin      | Michael Storer           | Jordan Jegat             |
| 2025 |                          |                          |                          |